# كيم بو مي
كيم بو مي (بالكورية: 김보미)‏ هي ممثلة كورية جنوبية. ولدت يوم 15 مايو 1987 في سوون في كوريا الجنوبية.

## روابط خارجية
- كيم بو مي على موقع IMDb (الإنجليزية)
- كيم بو مي على موقع قاعدة بيانات الفيلم (الإنجليزية)